# Крундмаэл Болг Луата
Крундмаэл Болг Луата (Крундмаэл мак Аэдо; др.‑ирл. Crundmáel Bolg Luatha, Crundmáel mac Áedo; погиб в 628) — король Уи Хеннселайг (Южного Лейнстера) в 624—628 годах.

## Биография
Крундмаэл Болг Луата принадлежал к той ветви рода Уи Хеннселайг, основателем которой был живший в начале VI века Эоган Кривой, внук лейнстерского короля Кримтанна мак Эндая. Крундмаэл приходился внуком Эогану Кривому.
В 624 году Крундмаэл Болг Луата унаследовал власть над небольшим королевством Уи Хеннселайг, располагавшимся в Южном Лейнстере. Он был преемником скончавшегося в том же году короля Ронана мак Колмайна, точная идентификация которого на основании средневековых исторических источников затруднительна. Возможно, предшественник Крундмаэла или также как и он мог принадлежать к Уи Хеннселайг, или быть выходцем из рода Уи Дунлайнге.
Первое упоминание о Крундмаэле Болг Луате в ирландских анналах датировано 626 годом, когда он был осаждён в своей крепости войском Уи Нейллов во главе с королём Кенел Конайлл Домналлом мак Аэдо. В анналах упоминается, что крепость была обращена в пепел. В средневековых источниках отсутствуют точные сведения о том, владел ли правитель Уи Хеннселайг и титулом короля всего Лейнстера. Однако Крундмаэл рассматривается некоторыми современными историками как соперник Кримтанна мак Аэдо в борьбе за лейнстерский престол.
В 628 году Крундмаэл потерпел поражение в сражении при Дума Айхире и пал на поле боя. Его победителем был король Уи Дунлайнге (Северного Лейнстера) Фаэлан мак Колмайн. Возможно, помощь Фаэлану в войне оказал король Миде Коналл Гутбинн из рода Кланн Холмайн , на сестре которого тот был женат.
Преемником Крундмаэла Болг Луата на престоле Уи Хеннселайг стал его брат Колгу. Тот погиб в 647 году, после чего власть над Уи Хеннселайг перешла к Крундмаэлу Эрбуйлку.